# マーシャル・ニーレンバーグ
マーシャル・ウォーレン・ニーレンバーグ（Marshall Warren Nirenberg、1927年4月10日 -2010年1月15日 ）は、アメリカ合衆国の生化学者、遺伝学者で、遺伝暗号の翻訳とタンパク質合成の研究で、ロバート・W・ホリー、ハー・ゴビンド・コラナとともに1968年度のノーベル生理学・医学賞を受賞した。

## 研究
1959年までに、オズワルド・アベリー、フランシス・クリック、ジェームズ・ワトソンらの研究によって、遺伝情報を保持する分子はDNAであることが明らかとなっていた。しかし、DNAがどのように複製し、DNAの情報がどのようにタンパク質に伝わり、またその過程でRNAがどのような役割を果たすのかは分かっていなかった。ニーレンバーグはアメリカ国立衛生研究所のハインリッヒ・マッシーとともにこの問題に答えようとした。彼らは、ウラシルのみで構成されたRNAを作り、このRNAを、DNA、RNA、リボソームほかタンパク質合成に必要な細胞装置を含んだ大腸菌の抽出液に加え、さらに余分なDNAを分解するDNA分解酵素と5%の放射標識アミノ酸、95%の通常のアミノ酸を加えた。すると、放射標識されたフェニルアラニンを含む抽出液で、得られたタンパク質に放射標識が見られた。この実験によって、遺伝暗号UUUはフェニルアラニンを意味することが明らかとなった。これはコドンの解読の第一歩であり、伝令RNAの役割を始めて示した実験である。
ニーレンバーグはこの実験で大きな注目を集めた。数年後に彼らは同様の実験を行い、アデニンだけからなるAAAはリシン、シトシンだけからなるCCCはプロリン、グアニンだけからなるGGGは何もコードしないことを明らかにした。次のブレイクスルーは、ニーレンバーグの研究室の大学院生であるフィリップ・リーダーがもたらした。彼は運搬RNAの配列を決定する方法を考案したのである。この方法によりコドンの解読は一気に進み、50のコドンの解読が終了した。コラナの実験によりこれらの結果が検証され、遺伝暗号は完全に明らかとなった。
ニーレンバーグは後に神経科学やホメオボックス遺伝子の研究を行った。

## 伝記
ニーレンバーグは、ハリーとミネルバの子としてニューヨークで生まれた。彼は子供の頃にリウマチを患ったため、一家は亜熱帯性気候のフロリダ州オーランドに引っ越した。彼は生物学に興味を持ち、フロリダ大学で動物学を専攻し、1948年に学士号、1952年に修士号を取得した。彼は修士時代にはトビケラの生態学と毒性について研究した。そして1957年にミシガン大学で生化学の博士号を取得した。
彼はアメリカ癌学会のフェローとして1957年にアメリカ国立衛生研究所で研究を始め、1960年にアメリカ国立衛生研究所所属の生化学者となった。1959年よりDNAからRNA、タンパク質に至るセントラルドグマの研究を始めた。ニーレンバーグの画期的な研究が認められ、彼は1962年に生化学・遺伝学部門の責任者となった。1961年にはブラジルのリオデジャネイロ出身の化学者であるペロラ・ザルツマンと結婚した。彼女は、2001年に他界した。2005年にコロンビア大学医科大学院教授（疫学）のMyrna M. Weissmanと再婚した。
1964年にリンドン・ジョンソン大統領より国家栄誉賞を授与された。2001年にはアメリカ哲学会の会員に選ばれた。

## 受賞歴
- 1962年 - 米国科学アカデミー賞分子生物学部門
- 1964年 - アメリカ国家科学賞
- 1964年 - ファイザー酵素化学賞
- 1967年 - ガードナー国際賞
- 1967年 - レムセン賞
- 1967年 - シャルル＝レオポール・メイエ賞
- 1968年 - ルイザ・グロス・ホロウィッツ賞、
- 1968年 - アルバート・ラスカー基礎医学研究賞
- 1968年 - フランクリン・メダル
- 1968年 -  ノーベル生理学・医学賞
- 1969年 -  ウィリアム・H・ニコルズ賞